# Die Kunst der Erzählung

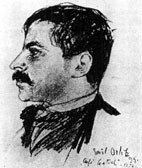
Jakob Wassermann
(* 1873, † 1934)

Die Kunst der Erzählung ist ein Dialog-Essay von Jakob Wassermann, geschrieben und erschienen 1904.

## Inhalt
In einer Wechselrede über „Wesen und Gesetze der Erzählungskunst“ belehrt ein altgedienter Autor, der Schulmeister, einen jungen Autor, wie Prosa zu schreiben sei. Der Schulmeister definiert zunächst die „Behaglichkeit“ als „das unbegrenzte Vertrauen des idealen Lesers zum Erzähler“. Vertrauen wiederum entstehe „durch Glaubwürdigkeit“. Glaubwürdig wieder sei nur, wer das Bedürfnis habe, etwas zu erzählen.
Wassermann stellt die These auf, alle Kunst entstehe durch Bewegung. Handelnde Figuren brauchten aber Ruhepunkte, so dass sie, losgelöst von der Handlung, noch zu Eigenleben fähig seien. Dazwischen müsse der Autor vermitteln, mit dem Ziel einer „rhythmische Prosa“. Diese sei auch ein Balanceakt zwischen Ausdrucksfülle und gleichzeitig sparsamen Wortgebrauch. Der Schulmeister rät von einem atemlosen Schreibstil ab, denn Trommelfeuer halte kein Leser lange aus.
Der Erzähler solle sich hinter seinem Text verstecken. Ein unsichtbarer Autor sei ein guter Autor, aber erst ein erkennbares Erzählanliegen führe zu einem guten Text.
Nach Ansicht des Schulmeisters könne ein Anfänger eigentlich gar nicht schreiben, denn die „epische Kunst“ verlange „eine vollkommene Reife des Geistes“. Nur ruhig und mit aller verfügbaren Geisteskraft ließen sich Bilder in eine Sequenz stellen. Diese Geisteskraft habe beim Erzähler etwas Visionäres. Durchschlagenden Erfolg könne nur ein Werk haben, dessen Autor eine solche Vision kraftvoll einbringen könne. Vision verkläre und erhöhe alles „Unterbewußte“, was die Schweigenden für sich behielten. Der Dichter sammle Erfahrungen der Zeitgenossen und gebe sie in der kürzesten Form wieder; verdichtet zu einer neuen Welt – seiner Dichtung.
Wassermann hält die Kunst des Schreibens nicht für ein Glück, sondern für einen Akt der Verzweiflung. Der Künstler habe nie die Kunst, sondern immer nur Unruhe. Er wolle „sich selbst kennenlernen“. Vor allem, so der Autor, darf er sich nicht in sein Werk verlieben, sondern muss kritische Distanz (Wassermann: „Hass“) wahren, ständig nach der nächsten Lücke suchen. Mit Liebe und Glücksgefühl seien Schwächen kaum auffindbar.
Es sei nicht leicht, die richtige Vorgehensweise zu finden – die Landstraße zu gehen ist langweilig, im Gestrüpp wird ein Autor stecken bleiben.
Als Jahre später der inzwischen erfolgreiche Schüler noch einmal seinen alten Schulmeister trifft, beklagt er sich über Lehrer, die den Weg vorschreiben. Das sei falsch, jeder Anfänger müsse seinen Weg selber suchen.

## Zitate
- „Wer der Belehrung trotzt, kann nicht einmal Schüler werden.“[1]
- „Gott ist bescheiden, er ist unsichtbar in seiner Welt versteckt, und mit den großen Künstlern ist es ebenso.“[2]

## Quelle
- Jakob Wassermann: Die Kunst der Erzählung. Greifenverlag Rudolstadt. 72 Seiten, ohne Angabe des Erscheinungsjahres

## Ausgaben
- Volltext als Teil des Sammelbandes Imaginäre Brücken (1921) auf Project Gutenberg